# Bilo jednom… u Hollywoodu
Bilo jednom... u Hollywoodu (eng. Once Upon a Time in Hollywood) je američki film iz 2019. čiji je redatelj i scenarist Quentin Tarantino. Producentske kuće su Columbia Pictures, Bona Film Group, Heyday Films i Vision Romantic, a distributer je Sony Pictures Releasing. Bogatu glumačku postavu predvode Leonardo DiCaprio, Brad Pitt i Margot Robbie. Radnja je smještena u Los Angeles 1969. i prati glumca Ricka Daltona i njegovog kaskadera te njihovo preživljavanje u promjenjivoj filmskoj industriji, kao i "više priča u modernoj bajci koja odaje počast konačnim trenucima Zlatnog doba Hollywooda".
Bilo jednom... u Hollywoodu je nominiran za 10 nagrada Oscar uključujući i za najbolji film, a osvojio je za najboljeg sporednog glumca (Pitt) i najbolji produkcijski dizajn. Film je zaradio 374 milijuna američkih dolara širom svijeta i dobio pohvale od kritičara za Tarantinovu režiju i scenarij, izvedbe (posebno DiCapirovu), kinematografiju, dizajn zvuka, kostimografiju i produkciju.

## Uloge
- Leonardo DiCaprio kao Rick Dalton
- Brad Pitt kao Cliff Booth
- Margot Robbie kao Sharon Tate
- Emile Hirsch kao Jay Sebring
- Margaret Qualley kao "Pussycat"
- Timothy Olyphant kao James Stacy
- Julia Butters kao Trudi Fraser
- Austin Butler kao "Tex"
- Dakota Fanning kao "Squeaky"
- Bruce Dern kao George Spahn
- Mike Moh kao Bruce Lee
- Luke Perry kao Wayne Maunder
- Damian Lewis kao Steve McQueen
- Al Pacino kao Marvin Schwarz
- Nicholas Hammond kao Sam Wanamaker
- Samantha Robinson kao Abigail Folger
- Rafał Zawierucha kao Roman Polanski
- Lorenza Izzo kao Francesca Capucci
- Costa Ronin kao Wojciech Frykowski
- Damon Herriman kao "Charlie"
- Lena Dunham kao "Gypsy"
- Madisen Beaty kao "Katie"
- Mikey Madison kao "Sadie"
- James Landry Hébert kao "Clem"
- Maya Hawke kao "Flowerchild"
- Victoria Pedretti kao "Lulu"
- Sydney Sweeney kao "Snake"
- Kansas Bowling kao "Blue"
- Danielle Harris kao "Angel"
- Harley Quinn Smith kao "Froggie"
- Scoot McNairy kao "Business" Bob Gilbert iz tv-serije Lancer
- Raul Cardona kao "loš momak" Delgado u Lanceru
- Dreama Walker kao Connie Stevens
- Rachel Redleaf kao Mama Cass
- Rebecca Gayheart kao Billie Booth
- Rebecca Rittenhouse kao Michelle Phillips
- Kurt Russell kao Randy Miller i kao pripovjedač
- Michael Madsen kao šerif Hackett na Bounty Law-u
- Clu Gulager kao vlasnik knjižare Larry Edmunds
- James Remar kao "Ružna sova" Hoot iz Bounty Law
- Corey Burton kao najavljivač filma "Bounty Law"